# Dietmar Küblböck
Dietmar Küblböck (* 8. Juni 1963 in Linz) ist ein österreichischer Posaunist und Universitätsprofessor.
Bereits im Alter von 14 Jahren begann Dietmar Küblböck sein Posaunenstudium bei seinem Vater Horst Küblböck am Konservatorium der Stadt Wien. Vier Jahre später, 1981, wurde er Soloposaunist beim Grazer Philharmonischen Orchester, wo er jedoch nur ein Jahr blieb, bis er zu den Wiener Symphonikern wechselte. Dieses Engagement beendete er nach 17 Jahren. Er ist seit Februar 1999 Soloposaunist der Wiener Philharmoniker bzw. des Wiener Staatsopernorchesters.
Des Weiteren ist er Mitglied des Ensembles Concentus Musicus Wien, des Wiener Posaunenquartetts, sowie des Clemencic Consort; außerdem spielte er in der Richard Oesterreicher Big Band und mit Jazzmusikern im Projekt Trombone Odyssee.
Von 1989 bis 1992 hatte er einen Lehrauftrag für Posaune an der pädagogischen Abteilung der Hochschule für Musik und darstellende Kunst in Wien. 1997 übernahm er eine Gastprofessur für Posaune an der Universität für Musik und darstellende Kunst Graz, wo er im Oktober 1999 ordentlicher Professor wurde. Zum 1. Juli 2002 wechselte er schließlich an die Universität für Musik und darstellende Kunst Wien.